# Robert Peneux
Robert Peneux is een Surinaams politicus. Van 2015 tot 2018 was hij minister voor Onderwijs, Wetenschap en Cultuur.

## Biografie
Peneux werd geboren in Paramaribo en behaalde zijn doctorandus-titel (vergelijkbaar met master) aan de Anton de Kom Universiteit van Suriname. Volgens zijn Facebook-account volgde hij ook nog een opleiding in Samarkand in Oezbekistan.
Hij doceerde aan het Nederlandsch Lyceum in Paramaribo, waarvoor hij werd onderscheiden met de  Teachers Excellent Award, en op hbo-niveau aan het Instituut voor de Opleiding van Leraren en de Hogeschool Inholland Suriname. Verder was hij directeur op verschillende imeao-scholen en het avond-havo. In de tweede helft van 2011 was hij directeur voor het Centrum voor Landbouwkundig Onderzoek in Suriname (Celos).
In november 2012 werd hij benoemd tot directeur Onderwijs op het ministerie van OWC. Hier werd hij uit vier kandidaten geselecteerd door de Federatie van Organisaties van Leerkrachten in Suriname (Fols). In mei 2010 had de Fols nog kritiek geuit op Peneux omdat die openlijk kritiek had geleverd op de leiding van het ministerie. Kritiek op Peneux' benoeming als onderwijsdirecteur was er vanuit de Bond van Leraren.
Op 12 augustus 2015 trad hij aan als minister van OWC in het Kabinet Bouterse II. Hiermee volgde hij Ashwin Adhin op die inmiddels vicepresident van Suriname was geworden. In april 2018 werd hij op het ministerie vervangen door Lilian Ferrier.
In januari 2020 werd Peneux benoemd tot directeur van de Academische Leraren Opleiding (ALO). Hij stapte later over naar de buitenparlementaire partij HVB.